# 鳳山縣舊城北門
22°40′49″N 120°17′24″E / 22.680213°N 120.290116°E
鳳山縣舊城北門，俗稱拱辰門，是一座位於臺灣高雄市左營區勝利路、義民巷、埤仔頭街交叉口的城門，昔日為鳳山縣舊城通往臺灣府城（今臺南市）的主要要道，該建築因見證高雄市的發展歷史、保存拱辰井、鎮福社等歷史建築及城門上的門神浮雕，具有藝術性及歷史文化價值，至今已列為中華民國國定古蹟。

## 沿革
鳳山縣舊城原先是清代鳳山縣的縣治所在地，該城於康熙六十一年（1722年）首次建立，並以「左倚龜山，右聯蛇山」，整座城池大約呈東北－西南走向，根據《重修鳳山縣志》記載，城周八百一十丈，城高一丈三尺；護城河寬一丈，深八尺。1824年，由於楊良斌之亂再起，知府方傳穟乘機倡議官民捐資，集資十四餘萬銀元，知縣杜紹祁為督建，並以硓𥑮石及三合土為主興建著新的興隆莊城池，全城池於道光五年七月十五日（1825年8月28日）興工，繼彰化縣城之後的臺灣第二座的磚石城，當前所留存的北門，也於此時所建立，外接埤仔頭街、鳳邑舊城城隍廟、鳳山縣文廟、蓮池潭，為通往臺灣府城的出入口。
根據文獻記載，石城時期的規模，城周一千兩百二十四丈（約四公里），另有八百六十四丈之說。由於高雄地區的打鼓山和龜山都是珊瑚礁岩地形，中國傳統風水學認為城內的風水需要得到保護，所以城牆所使用的咾咕石材料均來自打鼓山，而非直接取自龜山。由於豐富的咾咕石材料供應，興建舊城城門時不用擔心材料不足的問題，城門的斗拱則是由來自中國大陸的花崗石條砌成。並在城牆的適當位置處建有四座礟臺，高一丈三尺。
臺灣日治時期，北門一帶仍存有結構，然而自1919年起，因應高雄市第二次擴張計劃之高楠公路開闢計劃，為開設由高雄市區（鼓山）經內惟通過左營到楠梓的交通要道，打通與橋仔頭至哈瑪星間的聯繫，高楠公路直接穿越左營舊聚落外，南門、北門與西門之間的城牆，造成西門段及南門段城牆被拆毀一小段。
1928年至1945年，為連接舊城驛（今左營（舊城）車站）與左營市街之交通，遂開闢了一條貫穿龜山頸部，並將北門城牆兩側拆去改建的直線道路101（今勝利路），使城內道路及空間有了大幅度的變動。
1933年，鳳山縣舊城（包含北門）依《史蹟名勝天然紀念物保存法》，列入「國指定史蹟」，並列入高雄州指定史蹟。後來隨著第二次世界大战，南進政策的推展，1938年日軍將左營港（原名「萬丹仔港」）建為軍港，且在後勁設日本海軍第六燃料廠。為了保護左營軍港，位於制高點位置的舊城及龜山則被規劃為軍區，將舊城內的左營庄役所、寺廟、舊城教會，及居民五十餘戶，全部強制遷出，北門一帶則被規劃為海軍龜山要塞的廢品庫，被規劃為軍事管制區。
二次大戰結束後的戰後初期，延續著日本的軍區規劃，舊城內土地也被劃入中華民國國軍方的國有土地。中華民國海軍在民國36年（1947年）將左營設為第三軍區，自1948年起，在海軍總司令桂永清指示下，先是從第二軍區青島撤來造船所的機具，而後海軍司令部、海軍官校等部門也遷到左營。而隨著海軍部隊進駐左營，隨之而來的眷屬也跟著來到左營居住。除了利用日本海軍遺留的宿舍，也開始興建一批臨時居住的克難式眷村，而在左營海軍眷村中，1948年先置東萊設治局。1949年，來自山東省長山群島（亦稱東萊群島、廟島列島）之東萊人居民在萧政之等的帶領下，輾轉在崇明島等海島移居，協助空軍、海軍，修建機場、碼頭。東萊人在海軍的協助下於1950年隨海軍撤退來臺，但因不具備軍眷身分，這批「義民」在海軍默許下，落戶在今舊城北門內街，埤北里義民巷，該住戶群被稱為「東萊新村」。
然而，仍有部分單身官兵及無軍籍的民眾，因為沒有可配給的眷舍，便在舊城搭起違建居住。這些違建主要分布在北門到西門間，以及東門到小龜山間的城垣周邊，部分未獲配眷舍的官兵亦在舊城內東萊新村自建眷舍一同居住。由於長期缺乏維護，北門與其城垣殘蹟因而逐漸頹圮，城牆上搭建眾多違建建築。
20世紀後期，由高雄在地社團及保育人士關注到壽山地區環境生態面臨的都市開發與軍事管制等問題，自發性發起一連串的保育行動，推動成立高雄市壽山自然公園。文化資產保存法公布實行後，1985年8月19日，內政部公告，含東門、南門、北門及城牆、護城濠及北門外之鎮福社和拱辰井為一級古蹟（4,765 平方公尺），隨後因文化資產保存法的調整改為國定古蹟。之後高雄市整理請學者李乾朗進行對於舊城的調查研究，後於1987年2月到1993年之間由正宇營造廠承包，開始進行舊城的修復工程。
由於城牆周邊的聚落發展，以及緊鄰著名的蓮池潭風景區，因而導致北門一帶的交通發展相對繁忙壅塞。在此期間，1986年時，市政府曾實施都市計畫道路中之勝利路拓寬政策，將北門附近城牆拆除一小段而引起輿論批評，於是內政部與學者會商決議，拆除部分不予修護，並將拆除之斷面封砌以防其崩塌。當前城門保存的現況，則是在城內部分靠近龜山一側設有北門廣場，並保有良好的視野空間。
2016年，在文化部再造歷史現場計畫補助下，高雄市政府啟動著左營舊城見城計畫，透過修復串接國定古蹟城牆，規劃東、南、西、北門及城內五大子計畫，成為全臺灣最大規模的國定古蹟修護計畫。並自2018年至2021年期間，進行北門主體、北門段城垣殘蹟修復工程，其重點則著重修復外立面的門神泥塑。
2018年3月30日，文化部新增城牆5段殘蹟，其中包括北門一帶的龜山蓮池潭段、西北側的海軍出版社段、左營大路4巷殘蹟為國定古蹟。

## 建築形式
北門現位於高雄市左營區勝利路、義民巷、埤仔頭街交叉口里之間，鄰近龜山、蓮池潭、半屏山，建石城之際，北門曾沿著龜山納入於城牆之內。
該結構當前保存較為完整，具有完整的內外側牆體、馬道、雉堞、馬道入口門樓及踏道等元素。另外，北門兩側還保存著門神浮雕，為臺灣唯一孤例。同時北門外也保存了許多歷史文物，例如拱辰井、鎮福社等設施，因而成為高雄歷史文化的重要見證。

### 北門主體

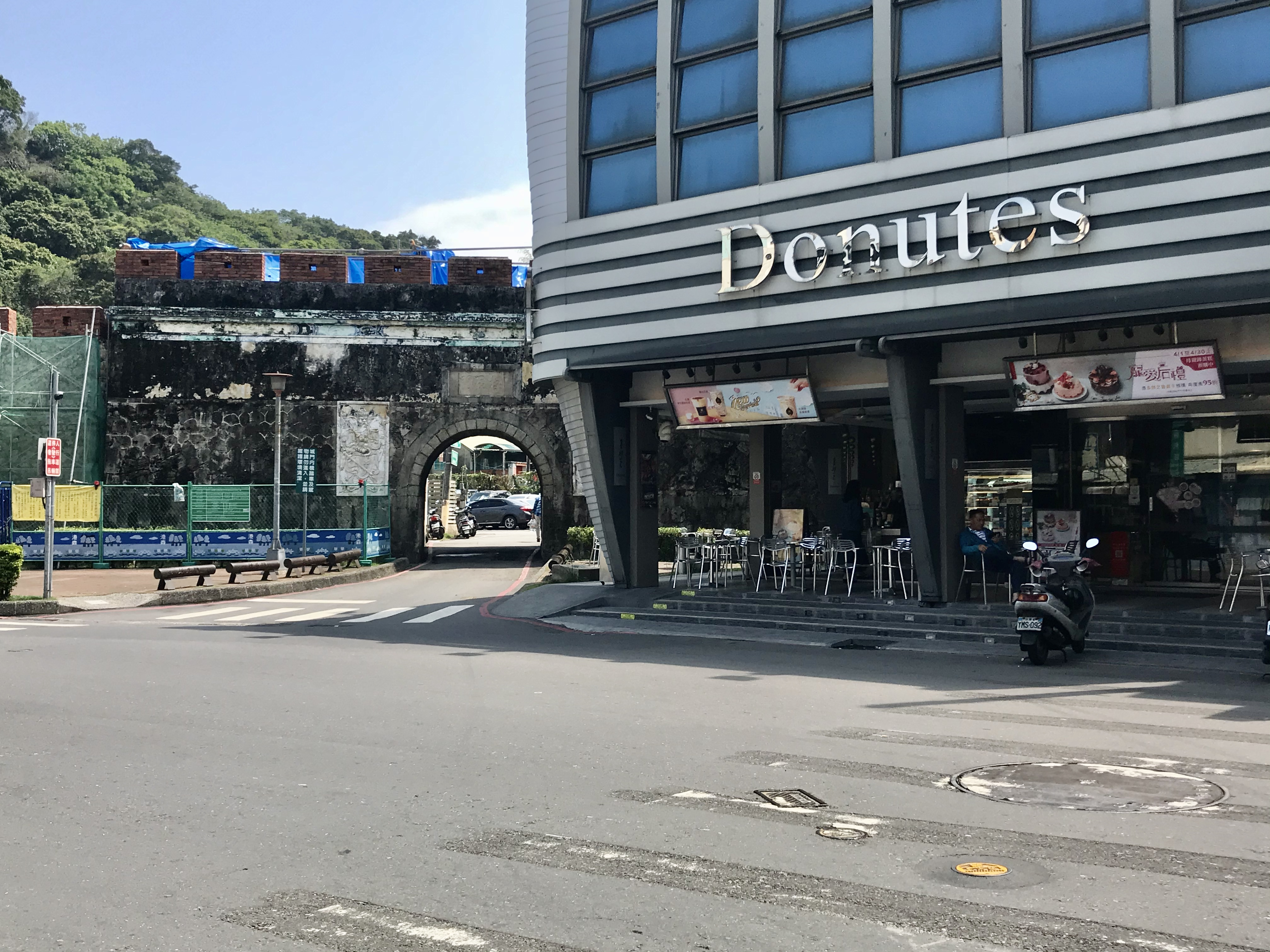
2019年修復前的北門外側立面與拱辰井
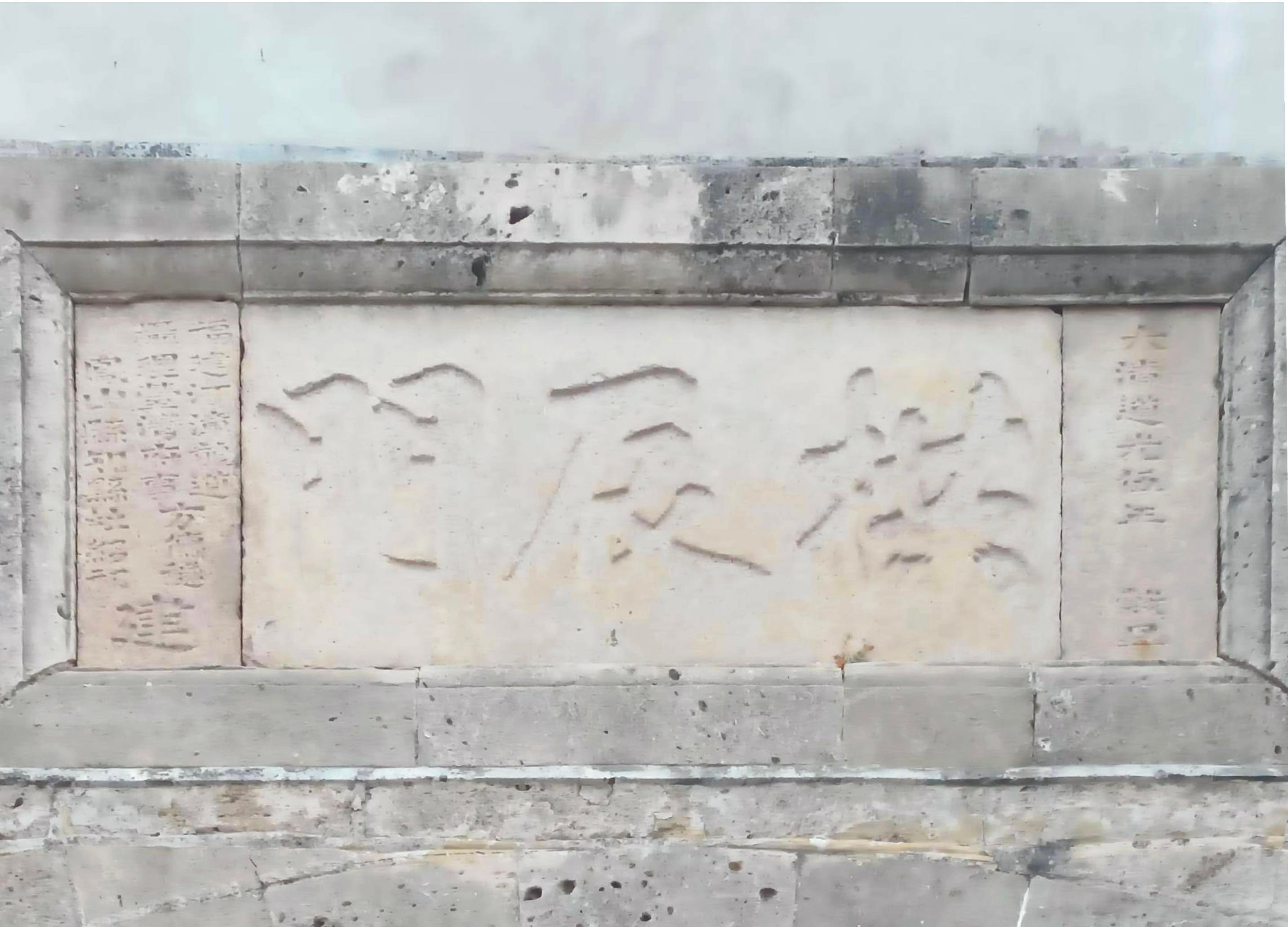
疊澀線下之外門額「拱辰門」
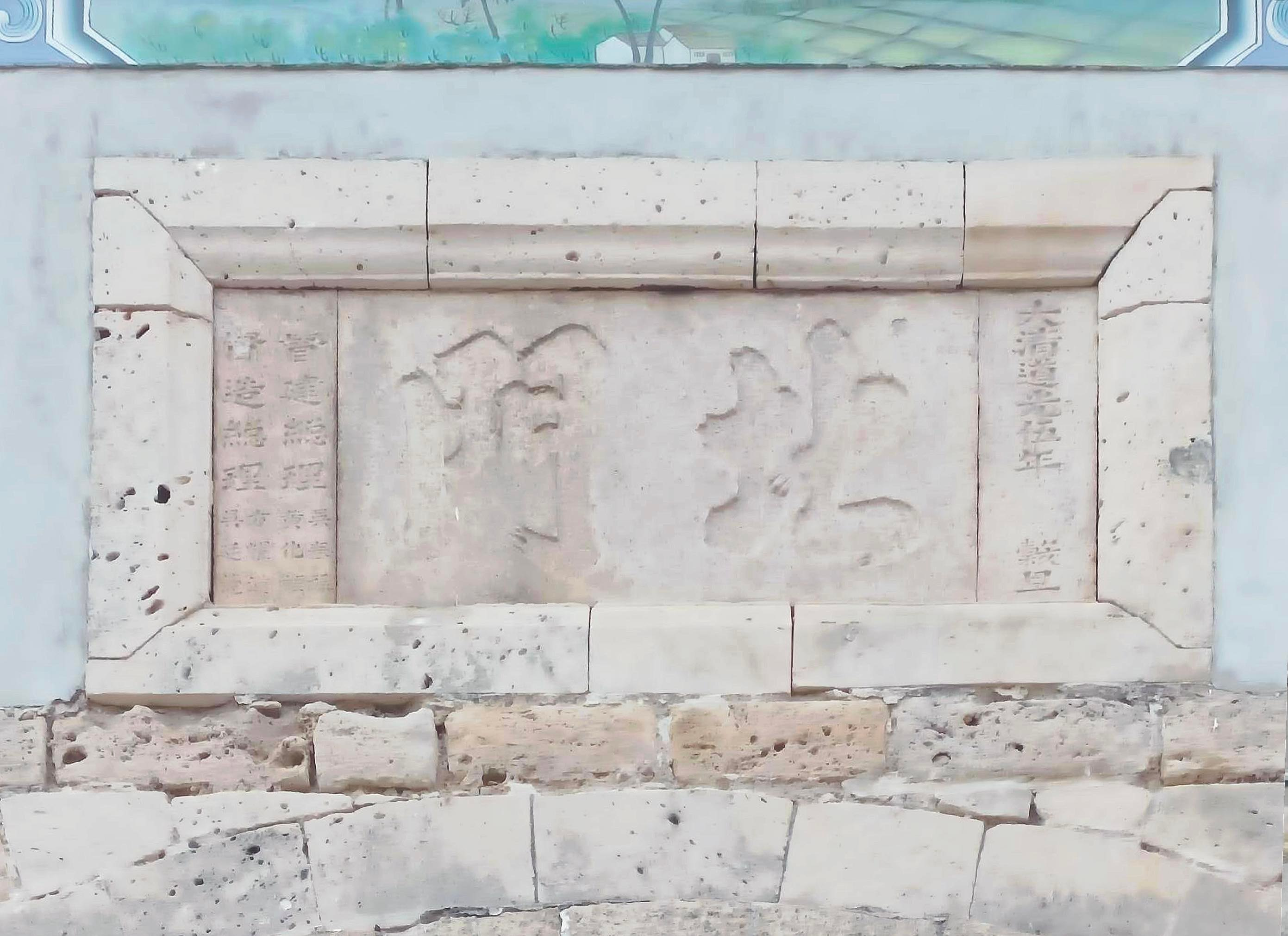
內門額「北門」
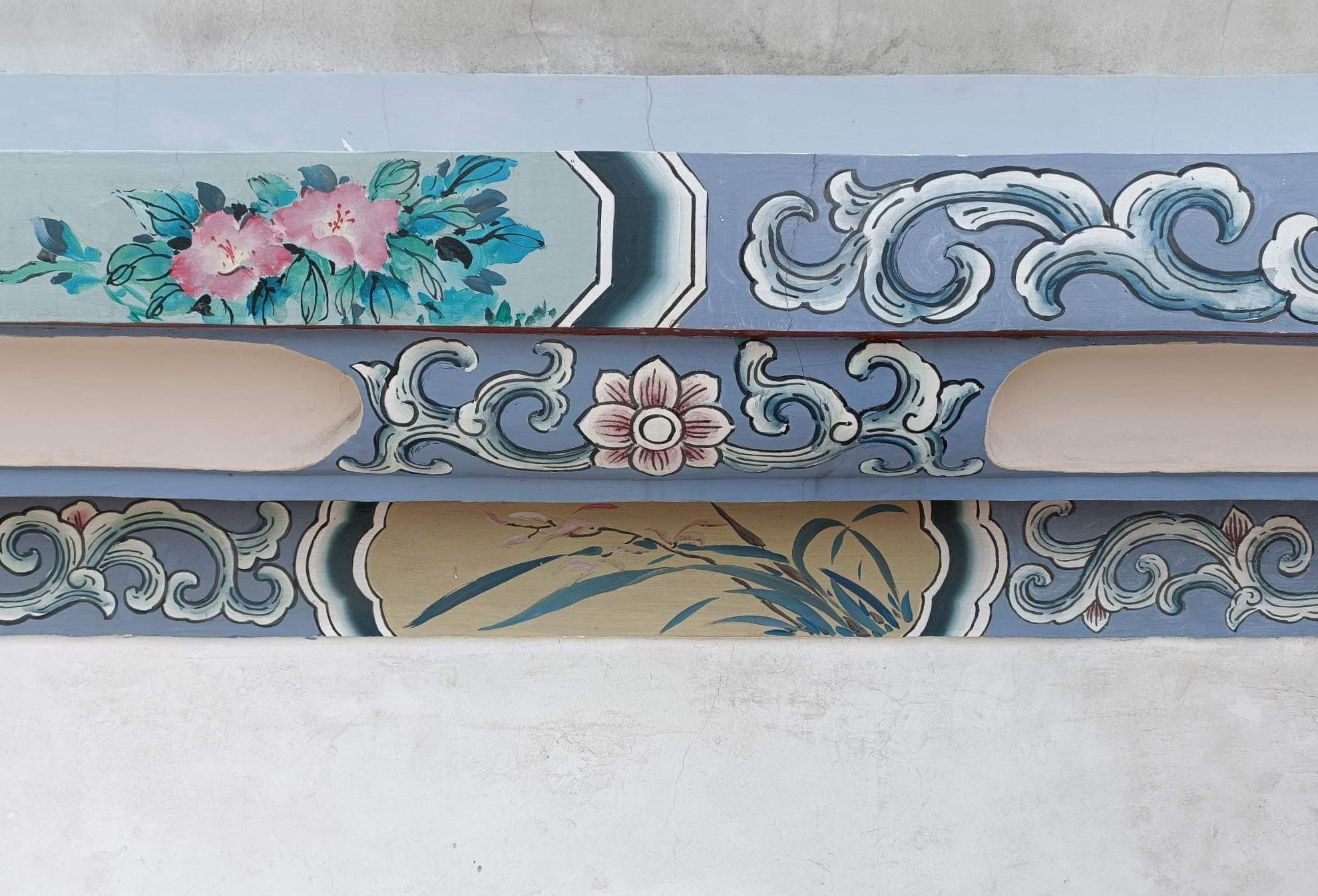
北門女兒牆下方之彩繪
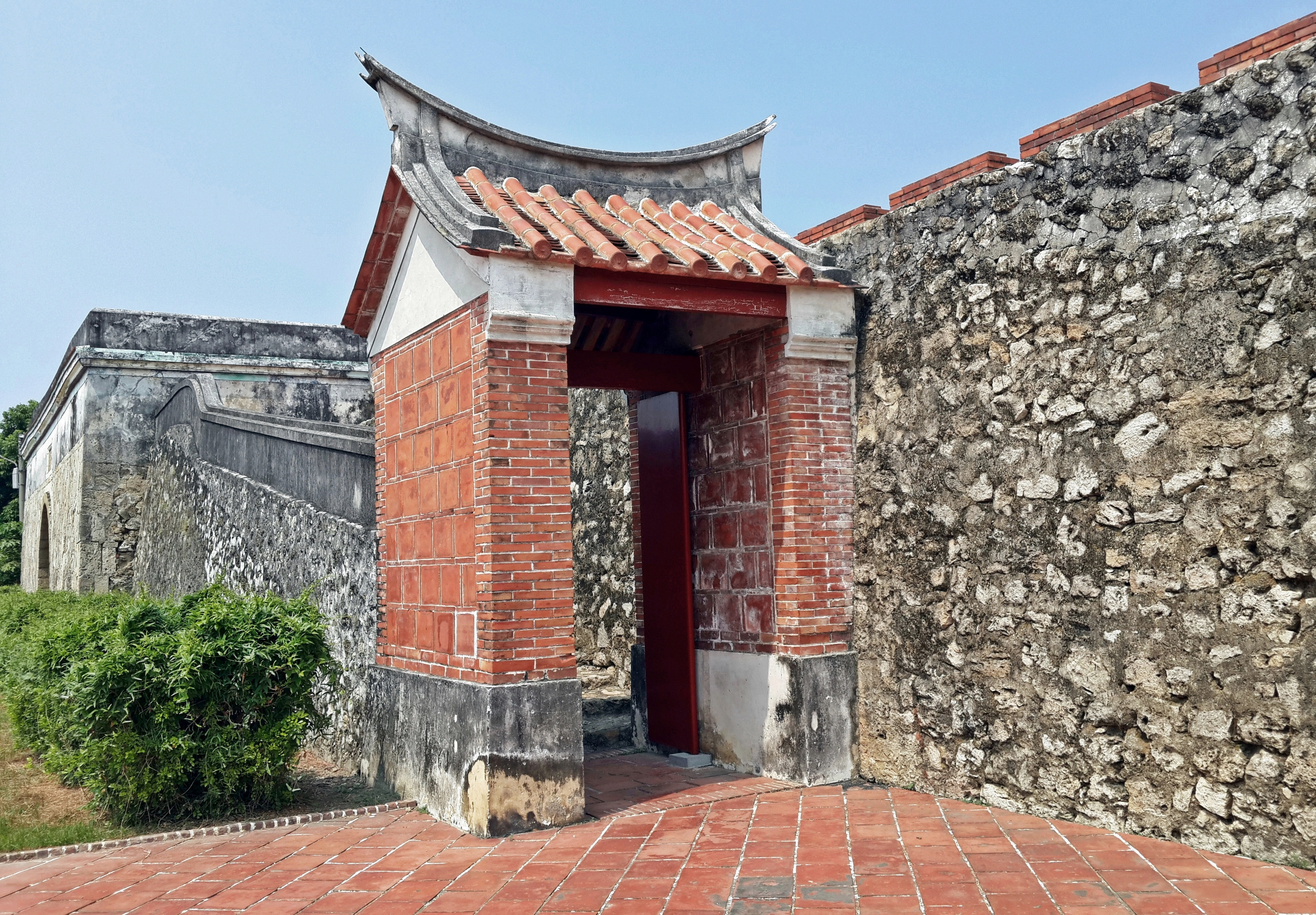
北門內側牆體與踏道入口「踏道門」

作為鳳山縣城的主要城門之一，北門建造於清道光五年（西元1825年），其門座面寬達16.64公尺，深度達深8.44公尺。城門外緣設有女兒牆，北門城垣上有九個垛口，是用磚砌成的凹凸狀短牆，而在轉角處成曲尺形，垛口中間則有箭孔，供城上士兵用來對城外進行瞭望和射擊敵人，是當時城防工事的重要結構之一，該雉堞寬148公分，長157公分，厚43公分；門洞外捲徑2.84公尺，深2.56公尺，內捲徑3.46公尺，深3.82公尺。
北門結構的雙斗拱、門軸洞、門閂洞都是以花崗石精緻砌成，門洞上方共有兩座門額，內門額為「北門」，上款題「大清道光五年荔月穀旦」，下款題「督建總理吳春祿、黃化鯉，督造總理方耀漢、吳廷歲」，外門額為「拱辰門」，上款題「大清道光五年穀旦」，下款題「福建汀漳龍道攝理台灣府事方傳穟、鳳山縣知縣杜紹祁建」其中外門額的「拱辰」之名，則意喻《論語》
〈為政〉篇「為政以德，譬如北辰居其所，而眾星拱之。」拱指拱衛；辰指北辰，亦即北极星，在古代，北極星因位居正中，曾被視為尊貴之星，用以比喻四方歸心之意，使天下臣民均拱衛北辰。此外當時，由於臺灣府城來視察的官員主要經此門入城。為尊重在北京的皇權，故取名「拱辰」。
北門城門的壁體則由咾咕石砌成，每塊石材多座六角形，有如蜂巢般緊密固合，因此具有非常強的固合力，可避免地震時產生的橫向移動，原先於城門上的歇山重脊式城樓已不復存在，僅存基座結構。此外，城樓基座瓷磚排列方式為「入」字形，意思是「請進入」。北門門前的瓷磚排列方式則為「T」字形，意思是「外人勿進」。門洞則同樣為內外兩個石拱，以花崗石條砌成。但北門門洞在內層石拱外再加一層石拱，這種雙層石拱能加強城門構造的穩定性，在清代臺灣所建的城門中實屬罕見的案例。
若需要通往城樓處，人們則需要透過城門旁所設立之踏道以此進入，該入口被稱之為「踏道門」，其門樓採用硬山式燕尾脊設計，門寬1.79公尺。踏道主要採用花崗岩或青石等堅硬的石材，採平緩的坡結構，一共設有七階，是為了方便城上官兵快速調度，以及騎馬上城指揮作戰而設計。該結構適合馬匹上下，並且能夠支撐重物，使得軍事物資、砲彈彈藥等能夠方便地運輸上下城牆。，當前北門城內設置北門廣場可供遊客停留參觀，廣場面積不大，只有簡易的硬舖面設施，除了一面觀光解說提供必要資訊外，並無相關之休憩設施。北門廣場緊鄰里民停車場，供民眾作為停車場使用。

#### 門神

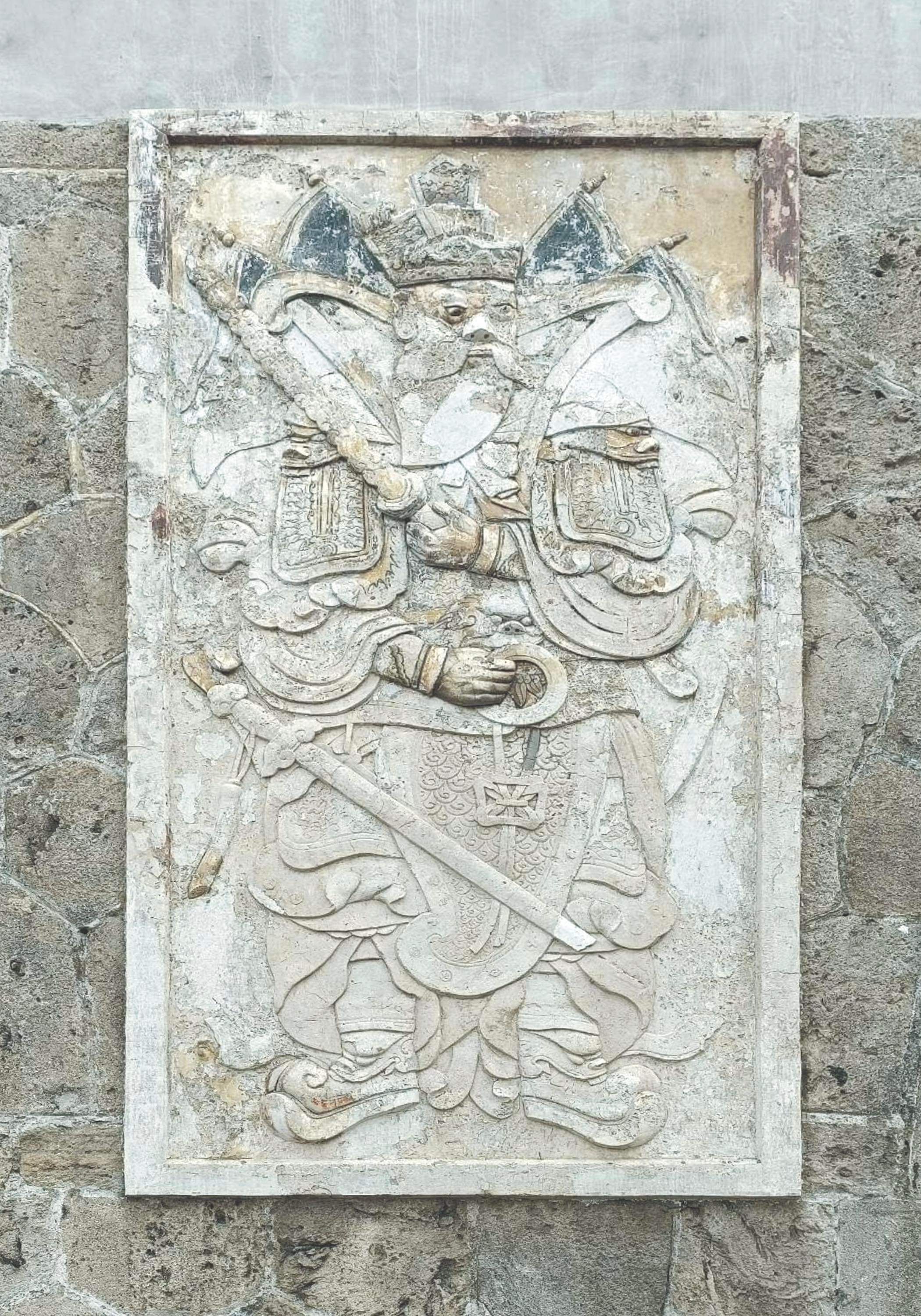
神荼

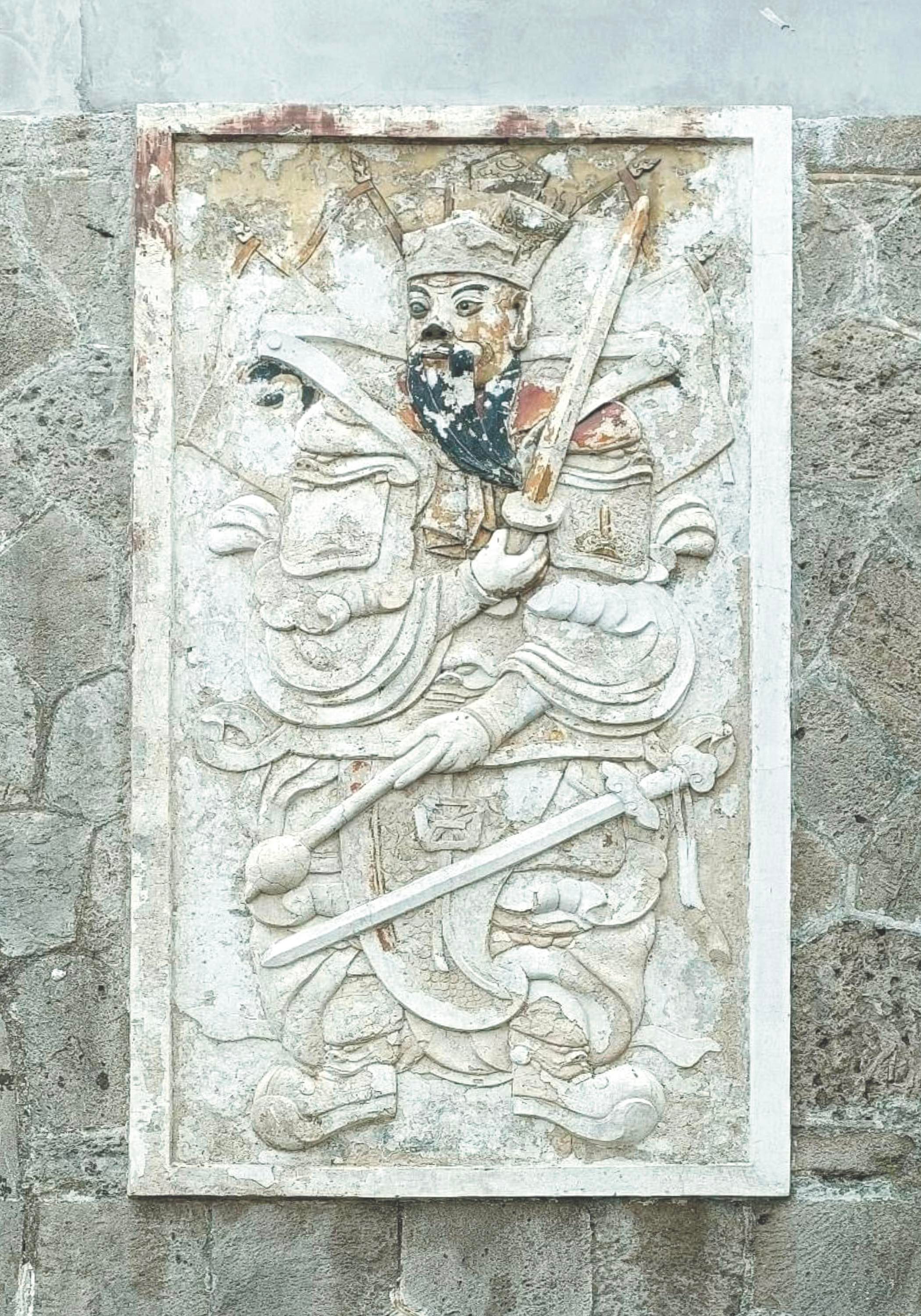
鬱壘

北門外壁門洞兩側各塑有一尊泥塑彩繪門神，是臺灣古城牆中的孤例，也是觀賞北門立面的主要特徵。這兩尊門神個別為左側的「神荼」和右側的「鬱壘」，它們的設置與北門附近的地理環境有關。據傳，過去北門郊外朝北的店仔頂曾是墳葬地、甲場（練兵場）、刑場的所在地。由於北方在風水上被認為是不祥之地，因此為了辟邪防災，在外壁上安裝了門神。然而根據地圖分析，墳葬地主要應散佈於西門，因此北門口外為墳葬地之說法尚待進一步研究。
由於北門是舊城通往臺灣府城的正門，因此商業活動也相對集中，北門外的埤頭仔街即是其中之一。據《鳳山縣採訪冊》〈街市〉所載：「埤頭仔街，在興隆里舊城北門外，縣西北十五里，逐日為市。」盧德嘉在清光緒年間的記載中也提到，興隆裡有兩處「逐日為市」，即埤頭仔街和大道公街，其中之一即是北門外的埤頭仔街。這也說明了北門外商業活動的繁榮程度，以及門神設置的必要性。
「神荼」和「鬱壘」是中國神話中的角色，據說他們專門制服危害人間的惡鬼，因此在民間被視為鬼神所畏懼的存在。為了守護家門，許多人會在門上貼上他們的畫像或直接在門上繪製。由於在中國古代傳說，北方多充斥著惡煞之氣，因此門神的用意則是避免凶邪之氣。
當前，北門外壁的門神的高度為237公分，寬116公分，是以螺殼灰浮塑為底，外施油漆畫而成。早期由於北門附近的居民缺乏保護古蹟的常識，曾使用鹽酸來刷洗門神，導致原來的色彩被斑剝。21世紀，高雄市政府對這對門神進行保護和修復工程。

### 北門段城垣殘蹟
北門段城垣殘蹟其範圍僅限於北門外，東至勝利路，西至左營大路6巷與義民巷之間，全長約144公尺。是城垣現況相對較為完整之一段。城垣內側（城內）因東萊新村的存在，使建築物狀況窳陋，然而仍維持有早期眷村形式之生活型態；外側（城外）過去為左營傳統聚落，因道路匯集及緊鄰蓮池潭風景區，使得交通混亂，於尖峰時期常有壅塞之狀況發生。城門外左側，因新興建築的坐落，將北門部分景觀予以遮蔽。
結構方面，北門段內外垣均採用了咾咕石疊砌的結構，舊城北門段城牆疊砌是由下往上逐漸縮小，內外用較大且平整的咾咕石互相咬合，中間空洞處則用碎石填滿，最後再以勾縫及粉刷等工藝將其表面塗上泥浆以整平。藉由在從取樣點所獲得的土樣比例分析結果得知，城牆土壤主要成分為黏土，主以粉土質黏土為主。同樣，而城牆踏道的表面則使用尺寸較大、平整度較高的咾咕石鋪設，並使用咾咕石灰漿做平縫式的表面粉刷，使其更加穩固耐用。城牆頂層的馬道上則採用尺磚，直接鋪設於石灰砂漿層之上，並且將磚縫使用白灰砂漿勾平，使其表面平整美觀。尺磚的尺寸為32×24×3公分，並依照形制非屬完全直線型，帶有曲度的城牆為根基以進行鋪設。
北門城樓設有階梯可供登上城牆遠眺，常見參觀之旅客可前往參訪。登北門城樓後可以連接左右側城垣，然而由於兩側城垣皆已遭截斷，無法連接至其他各段城垣。且無階梯可供步下城垣，致使必須原路返回北門城樓。
2023年3月26日，高雄左營的「見城之道」正式啟用，該步道以模擬原有城牆3公尺高，總長約770公尺，可沿眷文館段城垣殘蹟串接北門、蓮池潭與東門，可體驗龜山縫合後的舊城意象，作為見城計畫之設施使用。

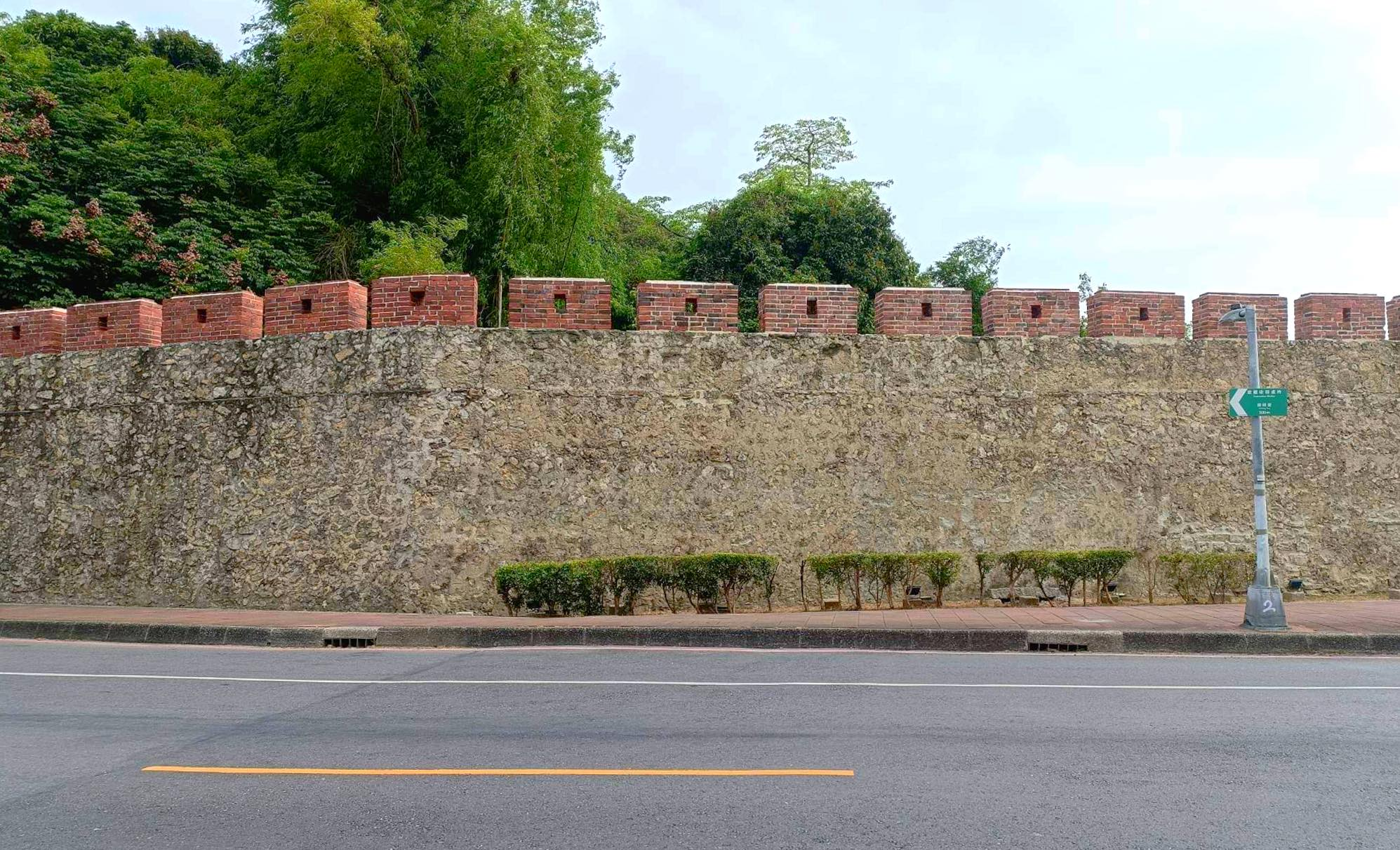
北門段城垣殘蹟
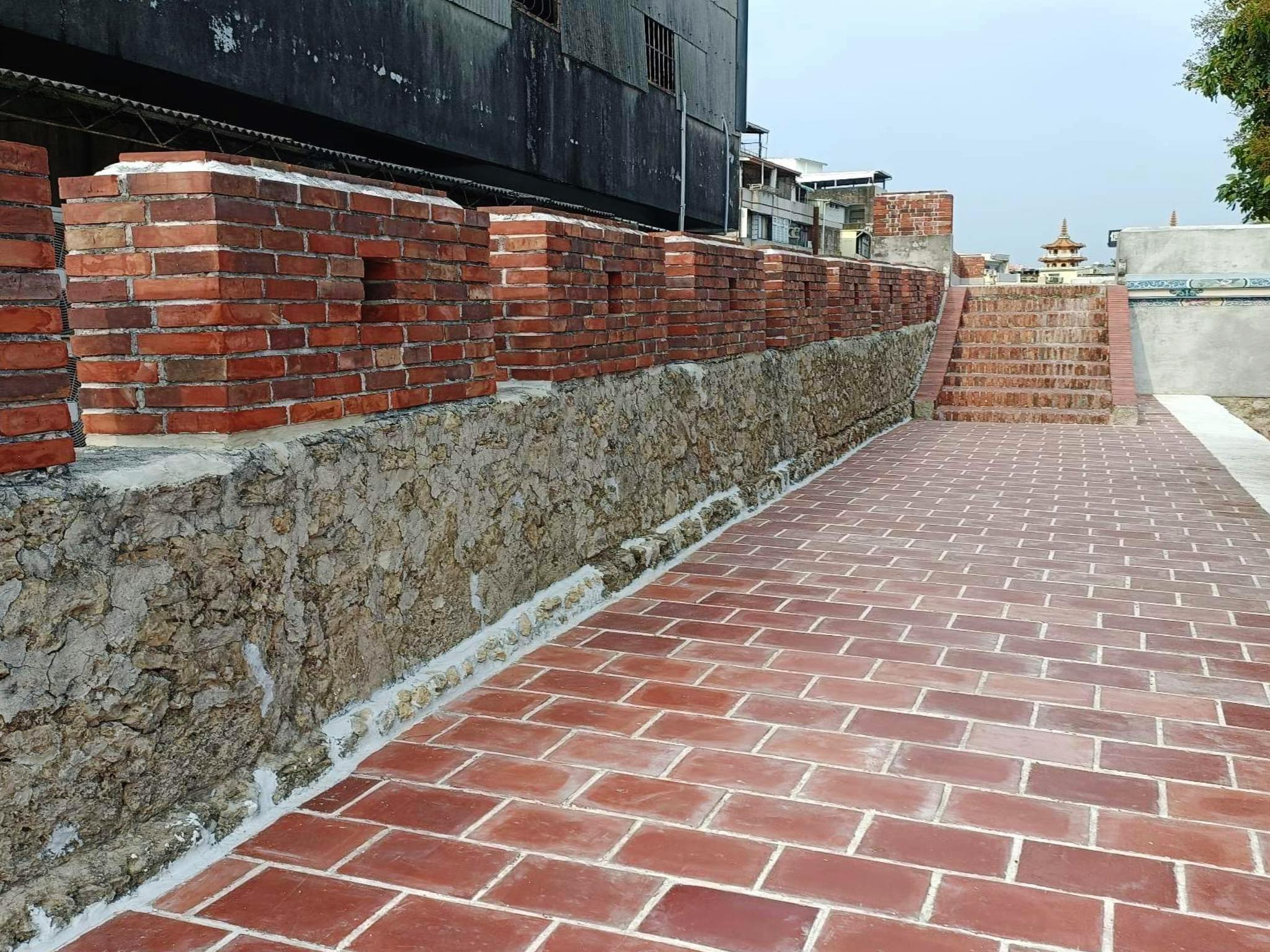
北門段城垣殘蹟的馬道
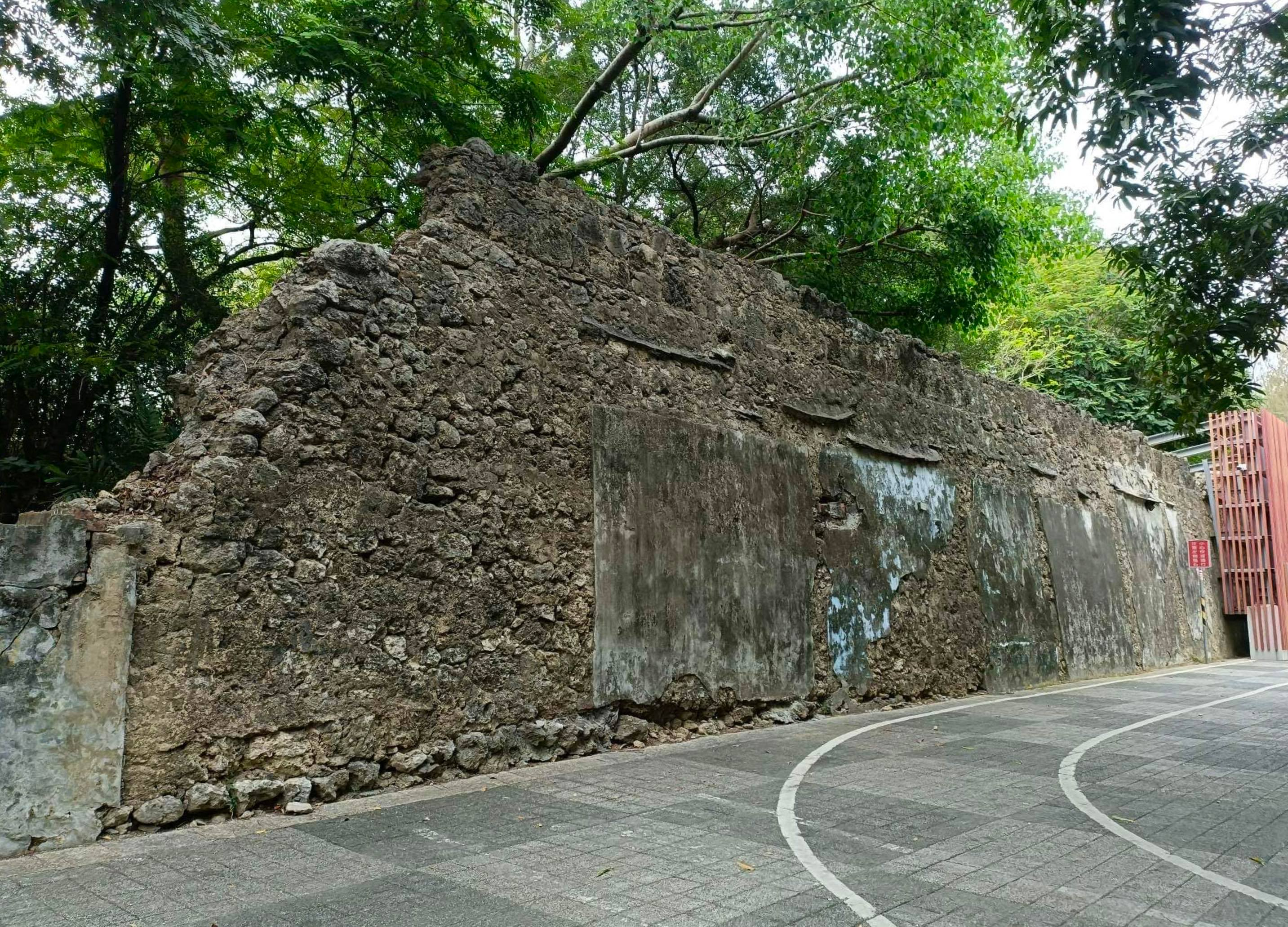
蓮池潭段城垣殘蹟
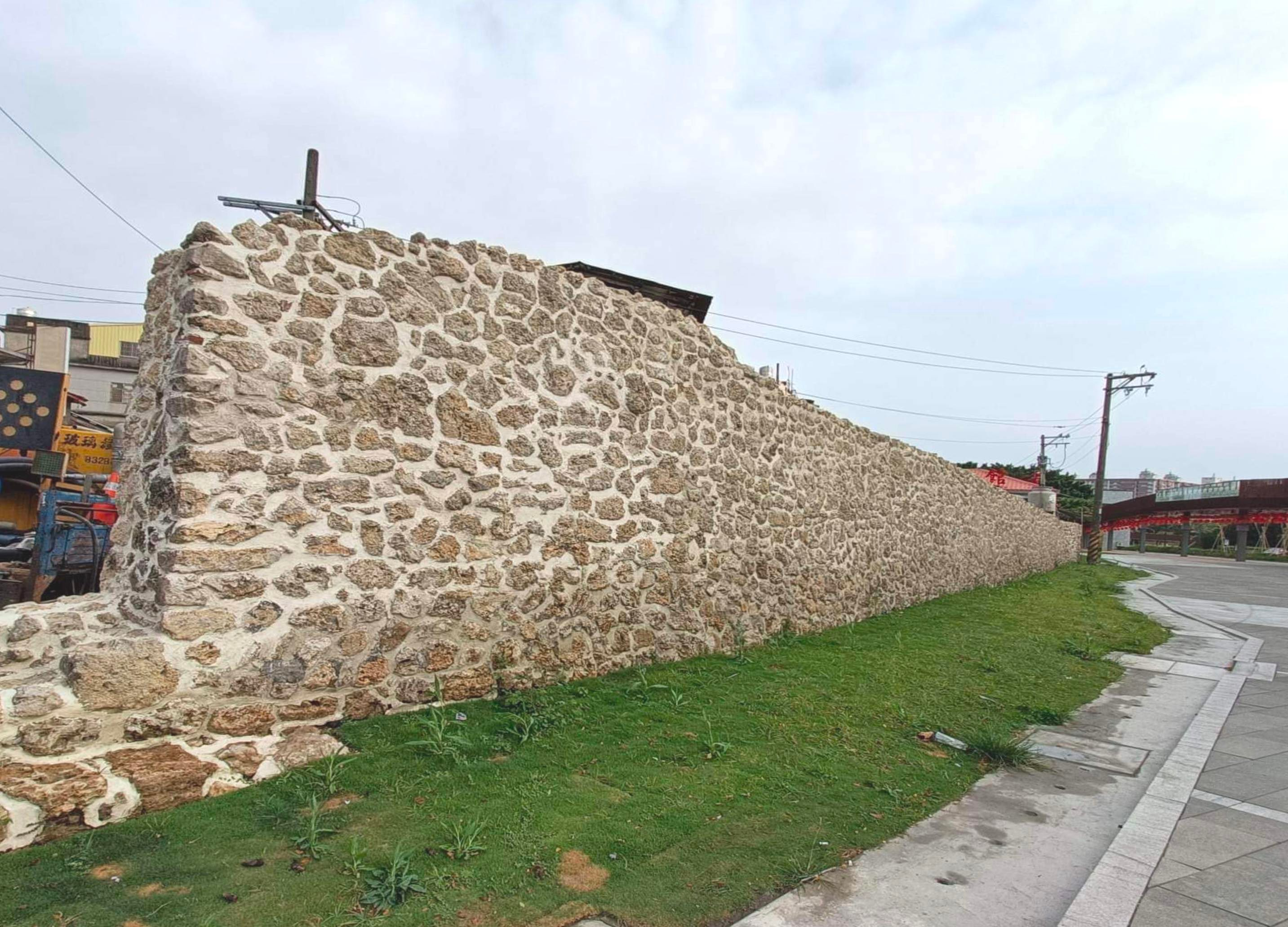
蓮池潭段城垣殘蹟
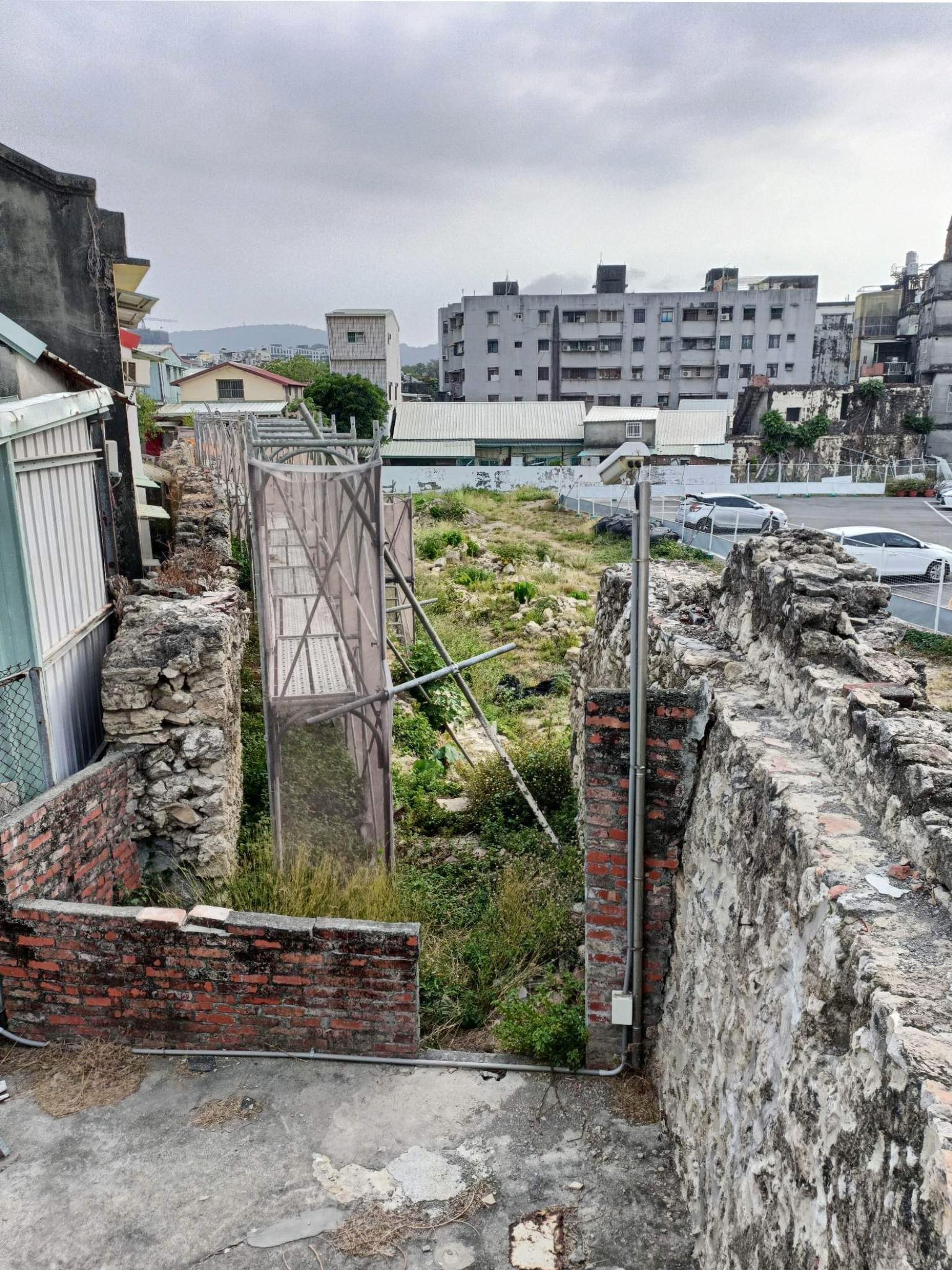
海軍出版社段城垣殘蹟

### 蓮池潭段城垣殘蹟
蓮池潭城垣殘蹟循小龜山山壁而築，城牆長度約為 129.6 公尺，北自小龜山北側起，南至新莊仔路北側路緣為止。該結構有著明顯的咾咕石牆，同時可看出過去與民宅共構的痕跡，此區段咾咕石牆面與馬道痕跡清楚，由於過去與城牆共構的民宅拆除，該殘蹟現況與蓮池潭相鄰，可遠眺半屏山。
2018年，蓮池潭城垣殘蹟因部分仍有中腹，且部分結構部分有著崩裂偏向的跡象，文化部及地方政府進行緊急支撐工程。

### 海軍出版社段城垣殘蹟
海軍出版社段位於左營6巷底，與北門段城牆銜接，南至興隆段180-67地號遺跡隱沒入民宅止。該城城垣殘蹟位於原海軍出版社的後方，長約49.6公尺，高約4.2公尺。屬北門段城垣殘蹟的延伸，該結構主以咾咕石砌成，其特色在於仍保留了馬道寬度的痕跡，展現出古時守城的風貌。據地籍圖記載，此段城牆產權歸屬於國防部軍備局所有。
當前，城牆背後與民宅互相倚靠而成民宅的牆面，故形成狹窄的空間。無法從城內視角看到該區域的遺跡。這是由於過去東萊新村缺乏管制興建違章建築所造成。

### 左營大路四巷段城垣殘蹟
今左營大路四巷內仍存一段全長約44.9公尺城牆。該城牆原為東自助新村的眷村型態，現屬於住宅區，巷弄狹窄，多數民宅基座以咾咕石材疊砌而成。在此區內，雖然沒有明顯的城牆馬道遺跡，但殘存部分雉堞紅磚基座和咾咕石殘牆遺留甚多。由於此區地勢較高，也有許多咾咕石殘牆遺跡。部分城牆殘跡被作為民宅圍牆使用，從外觀可看出部分雜亂且非規律緊密之堆疊跡象，咾咕石材有搬運挪用或毀損之情形。
在2011年7月時，東自助新村正進行拆遷過程時，文化局首次對該段城牆進行了初步調查評估，當時，同一個段落的建築物並未拆除，這些建築物的地基被抬高了近1.6公尺，並且建成了一樓坪房。同時，透過比對日治時期地籍圖和現場試掘發現的馬道土質與東門試掘土質雷同，顯示現存建物分布符合原有遺跡分布位置。因而得出左營大路四巷段之環境特徵在於巷道狹窄且地勢高，民宅基座多為咾咕石疊砌而成。此外殘蹟對面之工地開挖現狀可見地面有相當厚實分布之咾咕石塊，被視為外城牆倒塌或拆除後，被就地鋪設或掩埋為路基或為民宅作為屋基使用。
當前城牆僅存有一道牆體，此段牆體據判為舊城之內城牆，外城牆體只餘120-150公分不等裸露在外，且緊鄰向內道路。

## 外部連結
- 左營舊城北門 - 城事散策 （页面存档备份，存于）